# كانسو أوزباي
كانسو أوزباي (مواليد 17 أكتوبر 1996) هي لاعبة كرة طائرة تركية تلعب في في نادي فاكيف بنك.